# Ryan Clady
(en) Statistiques sur pro-football-reference
Ryan Clady, né le 6 septembre 1986 à Long Beach, est un joueur américain de football américain évoluant au poste d'offensive tackle.

## Biographie
Étudiant à l'Université d'État de Boise, il joua pour les Boise State Broncos.

### Broncos de Denver
Il est drafté en 2008 à la 12e place (premier tour) par les Broncos de Denver qui lui font signer un contrat de 14,75 millions de dollars US pour cinq ans avec 11,5 millions garantis. Le 12 décembre 2008, après son match contre les Chiefs de Kansas City, il est nommé Diet Pepsi NFL Rookie of the Week et devient donc le premier lineman — aussi bien en attaque qu'en défense — à obtenir ce titre. À la fin de sa saison, ce titulaire à tous les matchs de la saison termine quatrième au titre de NFL Offensive Rookie of the Year Award, derrière Matt Ryan et Chris Johnson. D'une maturité impressionnante, il est le seul offensive lineman à avoir laissé moins d'un sack (0,5) sur la saison.